# ЛуАЗ Прото
ЛуАЗ-Прото — прототип позашляховика, що розроблявся з кінця 1980-х років  в Ленінградській лабораторії макетування перспективних автомобілів НАМИ

## Історія
Проект «ЛуАЗ-Прото» з'явився в Ленінградській лабораторії макетування перспективних автомобілів НАМИ. Завідувачем лабораторії був Д. Парфьонов, а Головним конструктором - Г. Хаїн. Дизайн кузова був розроблений А. Костевич і А. Суітеевим. Роботи зі створення машини йшли в рамках конкурсу, оголошеного Мінавтосельхозмашем (колишній Мінавтопром) і йшли паралельно з проектуванням аналогічного автомобіля в Луцьку - ЛуАЗ-1301.
Крім таких очевидних для позашляховика вимог, як висока прохідність, надійність, ремонтопридатність, при створенні цієї моделі обом конструкторським групам були поставлені додаткові завдання:
1. Знизити витрату палива, для чого зменшити споряджену масу, підвищити ККД трансмісії.
2. Створити комфорт на рівні легкового автомобіля, забезпечивши найбільші розміри салону при заданих габаритах.
3. Розширити експлуатаційні можливості завдяки трансформації кузова і салону.

Відзначимо, що хоча досвідчені зразки групою Г. Хаінова і ЛуАЗ робилися по одному техзавдання, конструкторські групи тим не менше діяли незалежно один від одного і того ж мали різні точки зору на створюваний автомобіль, що і послужило причиною практично повного неподібності їх конструкцій.
Кузов «ЛуАЗ-Прото» (насправді, у звітах автомобіль іменувався "НАМИ ЛуАЗ-Прото", але тут для простоти буде застосовуватися залишкове назву "ЛуАЗ-Прото", яке вживається в преіодіческой друку тих років) відповідно до техзавдання, являв собою каркасну металеву конструкцію, яка покликана була сприймати всі навантаження. Зовнішні ж склопластикові панелі були виконані знімними і не впливали на міцність кузова. Таке рішення дає деякі переваги експлуатаційного характеру: ремонтопридатність, корозійна стійкість, легкість забарвлення, яке дозволяє дещо понизити вимоги до термостійкості пластмаси і чистоті поверхні штампованих деталей. Зрозуміло, потенційно спрощується рестайлінг автомобіля в процесі його виробництва. 
Крім того, відповідно до техзавдання на «ЛуАЗ-Прото» був застосований мелітопольський двигун МЕМЗ-245 від автомобіля «Таврія». Трансмісія, по суті, була розроблена заново. Її головною особливістю стала не відключається карданна передача на задній міст - це дозволяло передавати крутний момент від двигуна без втрат у шестернях, що дещо поліпшило паливну економічність автомобіля. Також з конструкції трансмісії була виключена роздавальна коробка - привід переднього (підключається тільки на бездоріжжі, при цьому міжосьовий диференціал був відсутній) мосту був організований від переднього кінця вторинного валу коробки передач. У шестиступінчастою (плюс одна задня передача) коробці передач перші дві передачі були знижувальними. Коробка передач, відбір потужності на привід переднього моста, а також передня головна передача були скомпоновані в єдиний блок.
Передня підвіска - незалежна, типу «Мак-Ферсон» зі стабілізатором поперечної стійкості і важелями з алюмінієвого сплаву. Задня підвіска - залежна, типу «Де Діон», з пластинчастими поздовжніми важелями, пружинами і поперечною балкою, що виконує роль стабілізатора поперечної стійкості. При цьому в приводі не тільки передніх, але і задніх коліс були використані шарніри рівних кутових швидкостей. Компактна конструкція задньої підвіски дозволила розмістити між її важелями, в безпечному місці, бензобак місткістю 42 літрів.
Силовий агрегат, важелі передньої підвіски зі стабілізатором і радіатор були змонтовані на знімному підрамнику, що спрощувало складання автомобіля і його ремонт. Рульове управління - рейкове.
Салон автомобіля був розрахований на чотирьох пасажирів і передбачав можливість обладнання спальних місць або трансформування задніх сидінь (одного або обох) у вантажну майданчик. Задній борт міг відкидатися в горизонтальне положення, що збільшувало навантажувальну площа під час перевезення довгомірних вантажів. Задня частина пластикової даху була виконана знімною. При цьому передбачалася можливість застосування тканинного тенту — в районі задньої стійки встановлювалася додаткова дуга безпеки.
Ось як описував стилістичні рішення машини Головний конструктор проекту Г. Хаїн: «Форма кузова досить проста, але в той же час далека від примітивної«ящікоподобной», а ламана поясна лінія і вторящіе їй складки на капоті і крилах дозволили уникнути статичності. Капот інтегрального (заодно з крилами) типу забезпечує зручний доступ до моторного відсіку, Захисна решітка з труб служить одночасно декоративної, підкреслюючи утилітарне призначення машини. »(Журнал« За рулем »№ 7 / 1990).
Роботи з проектування цього автомобіля були розпочаті на початку 1988 року, перший і, як потім виявилося, єдиний зразок був закінчений влітку наступного. Цей екземпляр вважався макетні, від чого ряд дрібниць був недостатньо опрацьований: був використаний стандартний кермо від ВАЗ-2108, ящик для рукавичок просто позначили контурами на панелі і пр.
У середині 1989 року «ЛуАЗ-Прото» був відправлений «на оглядини» в московський НАМИ, але приблизно через тиждень машина повернулася назад, не будучи з невідомих причин навіть випробуваною. Незадовго перед відправкою, будучи впевненими в успіху проекту, конструктори заклали другу машину (уже на агрегатах ВАЗ-2108, оскільки запасу потужності двигуна МеМЗ-245 не вистачало), проте роботи над нею згодом зупинили.
Проект «ЛуАЗ-Прото» став останньою роботою ленінградської лабораторії НАМИ. У результаті реорганізації підприємства більша частина його колективу увійшла до складу госпрозрахункового центру технічного конструювання «Стиль», керівником якого став Д. Парфенов (пізніше очолив ARMORING GROUP, відомої автомобілем "Комбат" Т-98). Трансформація лабораторії пройшла, проте, не без втрат - її покинув Андрій Сунтеев, один з авторів «ЛуАЗ-прото»; пішов у самостійне "плавання" Геннадій Хаїн, що зайнявся згодом виготовленням кросових автомобілів.